# Mi-8直升機
Mi-8直升機（Ми-8）是由蘇聯米爾飛機公司研制的雙引擎中型直升機，该机于1967年进入苏联空军服役，除了擔任運輸任務以外，该机還能夠加裝武器进行火力支援。
Mi-8除了基本型号外，還有三種衍生型：與蘇聯本身使用的Mi-8M相近的外銷版稱為Mi-17，海軍版稱為Mi-14，陸軍使用的为Mi-24攻擊直升機，Mi-24攻擊直升機為其改良版本。
从1961年開始生產到2009年，Mi-8的產量超過1萬2千架，外銷超過80個國家，成為目前世界上產量最大的直升機。

## 历史

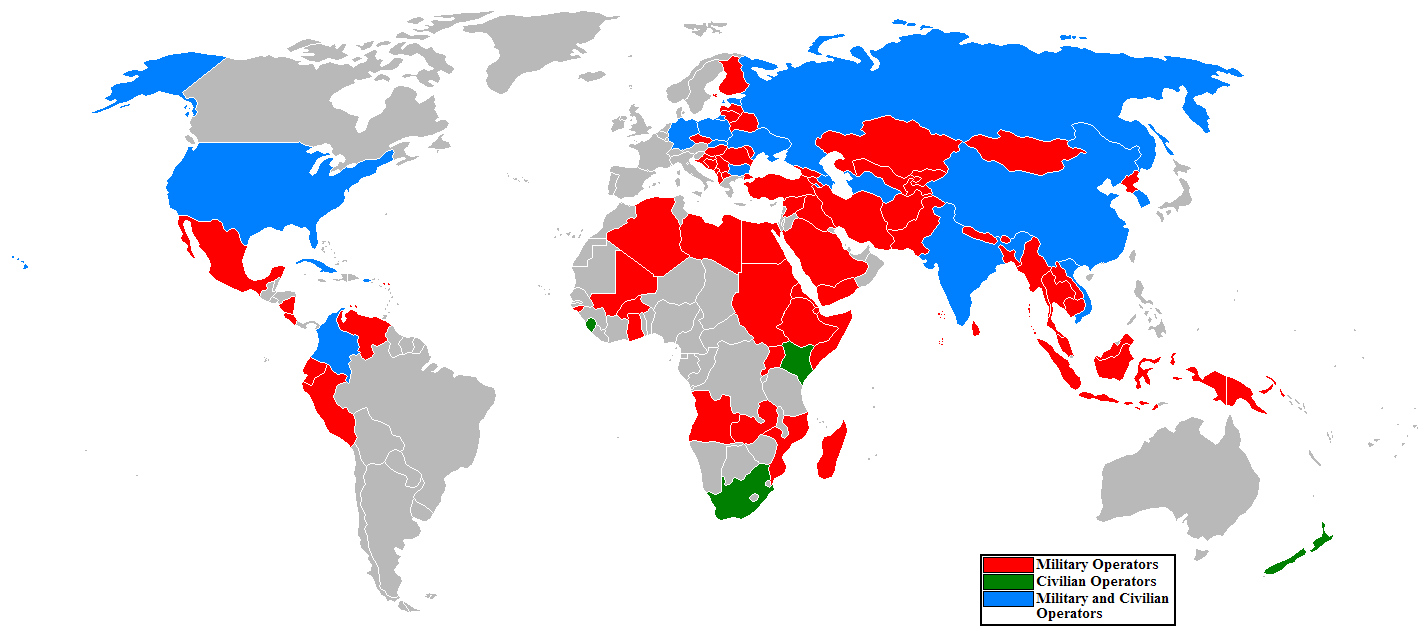
使用國（红色为军事使用，绿色为民用，蓝色为军民皆用）

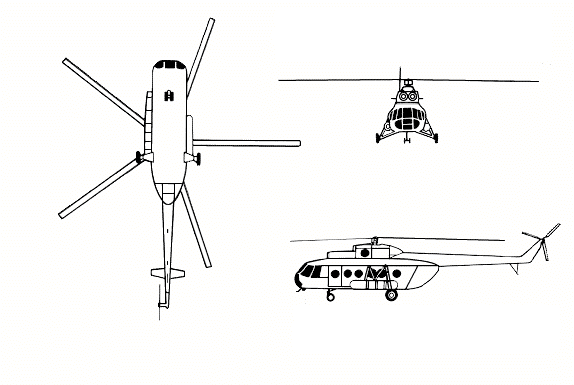
米-8的三视图

### 研製及改進
1958年，苏联米尔设计局开始在米-4直升机的基础上设计V-8，1961年6月24日，V-8（北约代号河马-A）实现了首飞，1962年8月2日，装有2个发动机的V-8A（北约代号河马-B）进行了首飞，并成为后来量产的米-8的原型。1965年，喀山直升機廠开始批量生产V-8A，这种直升机主要用于人员运输。
1968年，可装载2个或4个16管57毫米火箭发射巢或是2000公斤重的航空炸弹的米-8TV进入苏联武装力量服役，1973年，米尔设计局又成功的设计出了米-8TV的改进型，北约称为河马-E。米-8TV的改进型可以装载6个32管57毫米火箭发射器，2000公斤的航空炸弹和4枚9M17P反坦克导弹。
1971年，米尔设计局开始对第一代米-8进行改进，1975年，米尔设计局将改进完成的米-8命名为米-8MT（北约称之为河马-H），并在当年的8月17日进行了首飞，1971年，米里设计局将米-8MT称为米-17。

### 實戰應用

#### 俄羅斯入侵烏克蘭
2022年5月9日，一架俄军的Mi-8AMTSh直升机（蓝色92号）在蛇岛战役中遭乌克兰武装部队的Bayraktar TB-2无人机击落。这是历史上首次有人航空器被无人机击落的记录。
2023年5月13日，兩架俄軍Mi-8直升機，以及1架蘇-34戰鬥轟炸機、1架蘇-35戰鬥機在布良斯克州上空，被烏克蘭防空部隊發射的愛國者三型導彈擊落，全部飛行員當場身亡。
2023年8月初，乌克兰情报部门發動「山雀行動」，策反了一名俄军飞行员，此人随即驾驶一架Mi-8直升机叛逃至乌克兰，随机还携带了维修苏制战机所需的配件。事前乌克兰方面已将这名飞行员的家人接到乌克兰。
2024年12月31日，烏克蘭國防部公佈一段影片，指GUR的MAGURA V5無人快艇在克里米亞使用R-73 海龍防空導彈擊落一架Mi-8直升機。

## 規格
参考资料：
基本信息
- 机组：3人（驾驶员、副驾驶员、飞行工程师）
- 容量：

  - 24名乘客或
  - 1部医疗器具或24副担架与座椅或
  - 3吨的内挂/外挂滿油料負載:3,700 l（980 US gal）

性能
武器

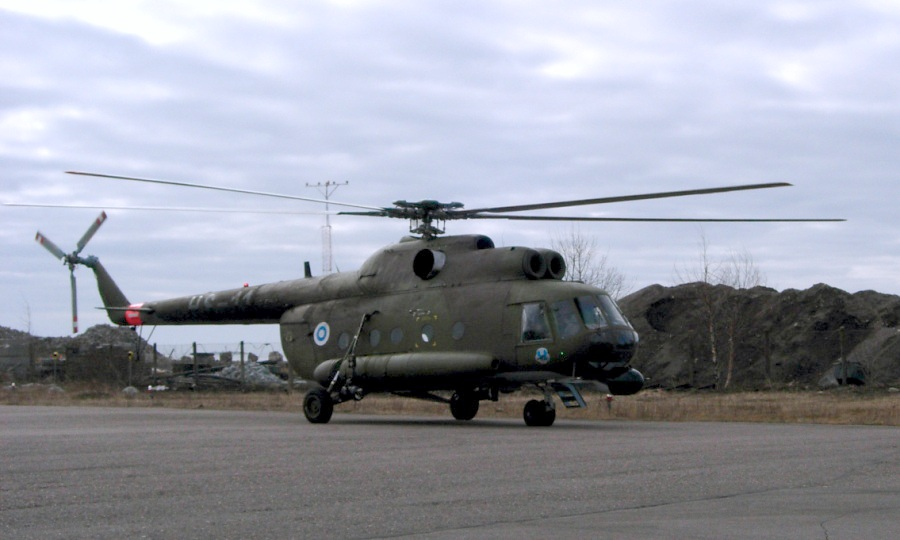
芬蘭軍用機

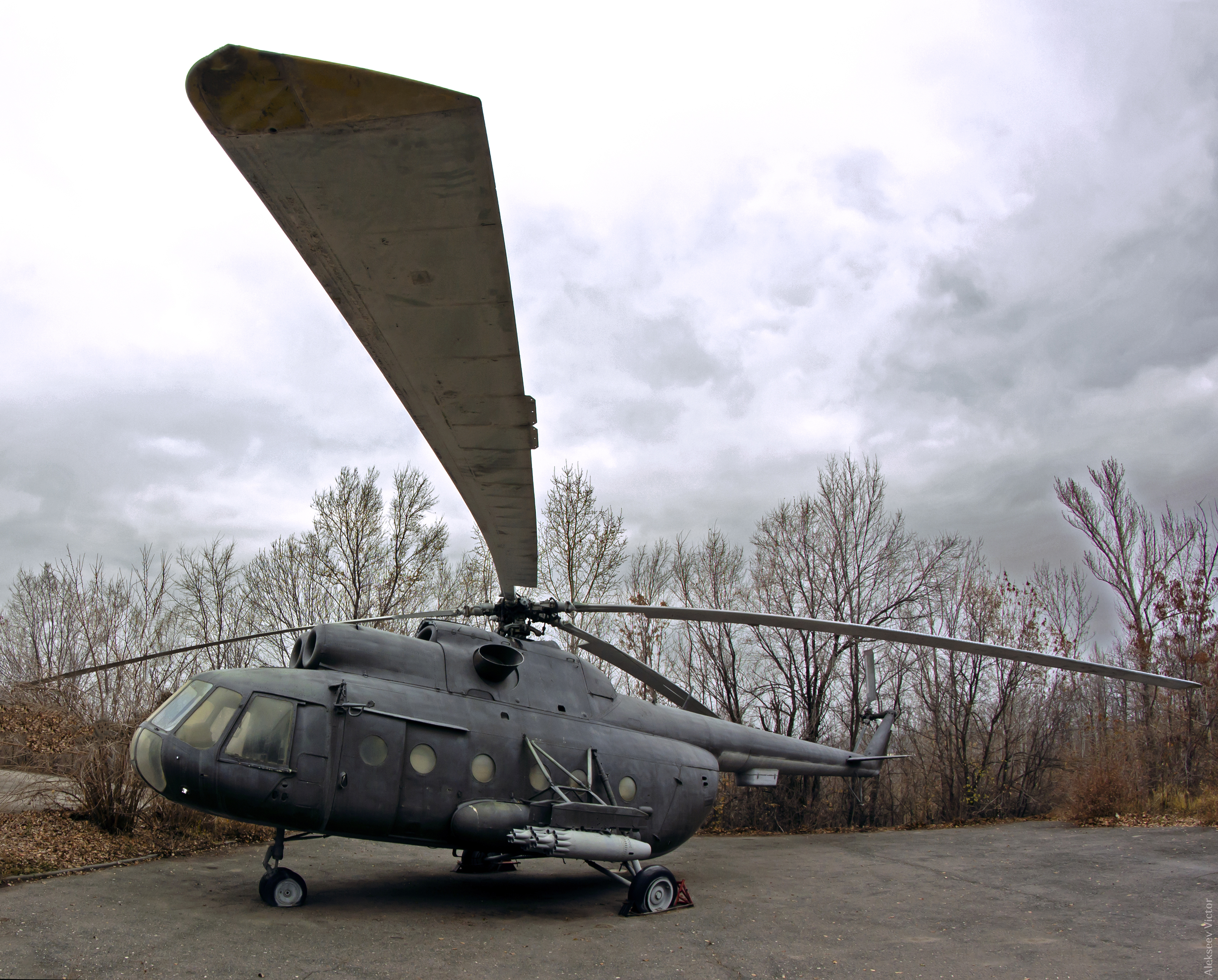
Mi-8直升機

- 超過1,500（3,310磅）的六個掛載點，可掛57公釐S-5多管火箭艙或80公釐S-8多管火箭艙，炸彈，9M17長笛反戰車飛彈（英语：9M17 Fleyta）。

## 流行文化

### 电影
- 2012年：敢死队2（The Expendables 2）：型号为米-8TV，被桑族武装分子所使用，挂载UV-16-57火箭发射器及炸弹。作为复古Mi-24A的道具进行了改装，使用米-24A的驾驶舱，和Mi-24量产型特有的下倾上翼。
- 2002年：中国大陆国产电影《大沙暴》里面的直升机型号是米8。

### 电子游戏
- 2007年：使命召唤4：现代战争（Call of Duty 4：Modern Warfare）：型号为米-8T，在1996年与2011年分别被俄罗斯忠诚派武装力量、俄罗斯极端民族主义党武装部队及卡莱德·阿拉萨德的反抗军使用。一架被极端民族主义者使用的该型机安装有探照灯及舱门机枪，用于搜索坠落在其控制区内的英国陆军特种空勤团幸存队员；其他该型机则无探照灯并拆除舱门机枪，用于重点地区巡逻及索降人员进行战术支援。
- 2009年：使命召唤：现代战争2（Call of Duty ：Modern Warfare 2）：型号为米-8T，在2016年分别被俄罗斯联邦安全局、受控于俄罗斯极端民族主义党的俄罗斯联邦武装力量陆军航空兵部队及俄罗斯极端民族主义党使用，无舱门机枪，用于索降人员及吊挂作战车辆以进行战术支援。
- 2010年：使命召唤：黑色行动（Call of Duty ：Black Ops）：型号为米-8TV，在1963年与1968年被苏联正规军及苏联特种部队使用，挂载UV-16-57火箭发射器及炸弹。苏联正规军将其用于沃尔库塔集中营平叛、拜科努尔航天发射场战备巡逻与咸海复活岛的保卫；苏联特种部队将其用于与北越的秘密合作、针对英国人丹尼尔·克拉克博士在香港的实验室的资料抢夺行动以及用于掩护苏联海军潜艇补给站的“雷萨尔卡”号武装货船的保卫。
- 2011年：使命召唤：现代战争3（Call of Duty ：Modern Warfare 3）：型号为米-17与米-8TV，在剧情模式中，于2016年分别被受控于俄罗斯极端民族主义党的俄罗斯联邦武装力量陆军航空兵部队、俄罗斯极端民族主义党及俄罗斯联邦安全局使用，无舱门机枪。俄军陆航部队仅使用米-17，用于吊挂作战车辆进行战术支援，奇怪地能够吊起重于该机最大起飞重量的BTR-80轮式装甲车，其中一架安装探照灯，对发起攻势的布拉格抵抗组织进行了照射；一架由极端民族主义党使用的该型机抢在141特战队之前从塞拉利昂某地的一处教堂运走了装有毒气弹的货物箱；至少8架由俄罗斯联邦安全局阿尔法特种部队使用的米-17协同至少4架米-28直升机参与了当年8月11日针对141特战队位于印度喜马恰尔-布拉代什邦的安全屋的突袭行动：至少2架由联邦安全局使用的米-17在10月3日对坠毁于西伯利亚境内的俄罗斯总统专机实施了幸存者搜索救援行动。在生存模式中，该机被俄罗斯联邦安全局阿尔法特种部队使用，用于索降使用机枪与防爆盾的重装突击兵，并且无法被包括掠食者导弹与AC-130空袭在内的任何武器击落。
- 2012年：使命召唤：黑色行动2（Call of Duty ：Black Ops 2）：型号为米-8TV，在1986年9月5日被入侵阿富汗的苏联陆军部队使用，挂载UV-16-57火箭发射器及炸弹，在阿富汗霍斯特省地区与阿富汗抵抗组织作战期间索降了大量步兵参与作战。
- 2012年：使命召唤Online（Call of Duty Online）：型号为米-17，被不明身份的武装人员使用，用于索降重装突击兵。
- 2014年：使命召唤：高级战争（Call of Duty: Advanced Warfare）：型号为米-17，仅出现于关卡“Fission”中，于2055年4月28日被恐怖组织KVA使用，用于在西雅图核电站爆炸之后向外撤出KVA雇佣兵人员。
- 2023年，在“战争之王”更新中，米-8直升机加入了《战争雷霆》游戏，分为德国科技树中的米-8TB与苏联科技树中的米-8TV两款。两者在游戏中均为V级的直升机。
- 同样在2023年，“阿提拉之子”更新中，米-8的现代化改型：米-8AMTSh加入了《战争雷霆》游戏中的苏联VI级科技树。

## 外部連結
- Serbian Air Force Mi-8 Photo Gallery at Airserbia.com （页面存档备份，存于）
- Mi-8/Mi-17 section at aviation.ru
- Mi-8 DataBase （页面存档备份，存于） and photo gallery at helicopter-database.net （页面存档备份，存于）
- Mi-8 walkaround from Lutzk （页面存档备份，存于） and Mi-8PPA walkaround on ScaleModels.ru （页面存档备份，存于）
- Mi-8 and Mi-17 helicopters in China